# 齐斯洛
齐斯洛（德語：Zislow）是德国梅克伦堡-前波美拉尼亚州的市镇，隶属于梅克伦堡湖区县。总面积为15.94平方千米，截至2023年12月31日总人口为190人。